# ジョン・モルガン

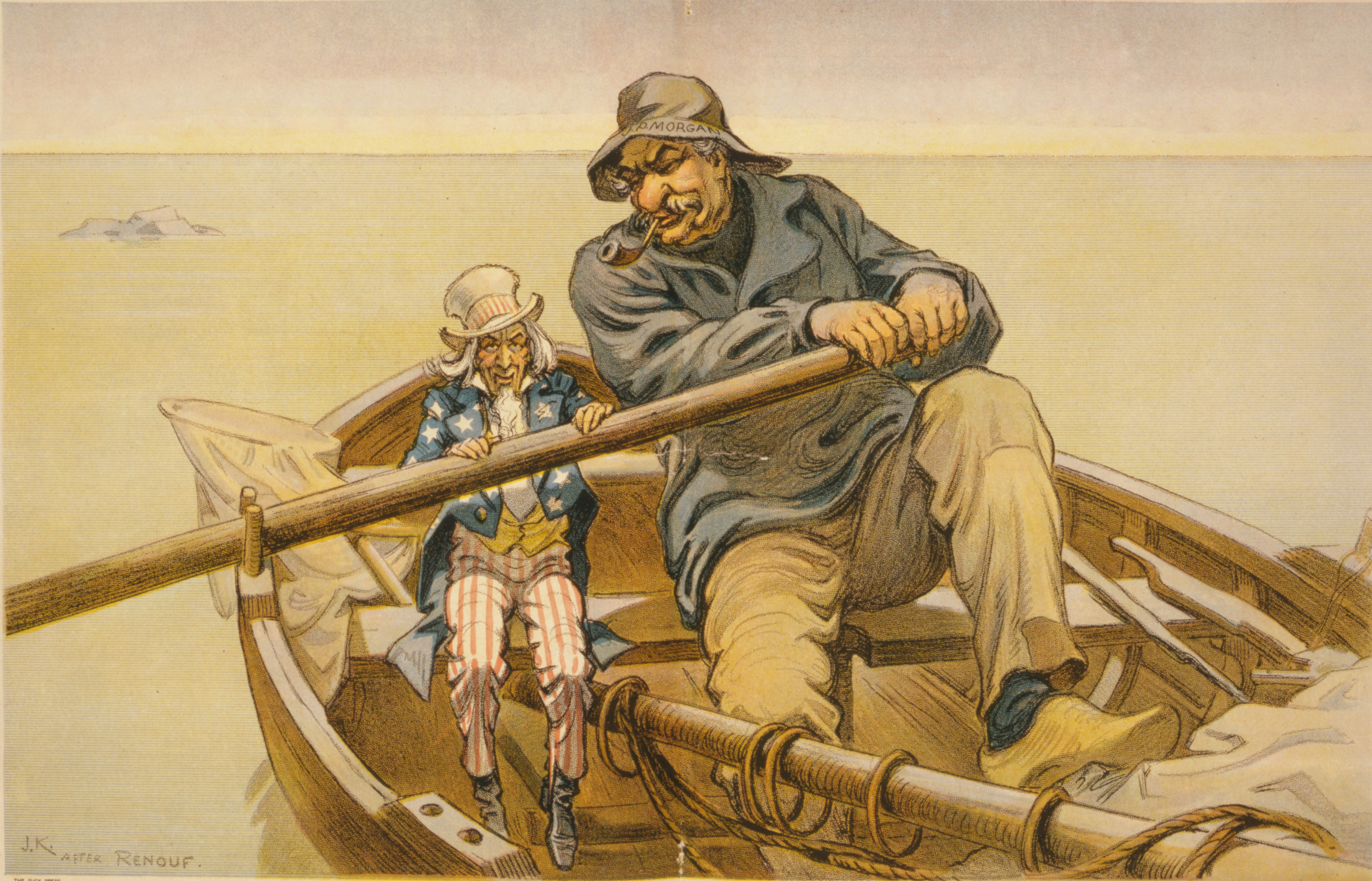
モルガンの経済界における権力は、連邦政府より大きいと認識されており、この戯画では小さなアンクル・サム（アメリカを擬人化した人物）と大きなモルガン、即ちアメリカ全体より大きなモルガンとして描かれている。1881年。

ジョン・ピアポント・モルガン（John Pierpont Morgan、1837年4月17日 - 1913年3月31日）は、アメリカのモルガン財閥の創始者。金融王と称えられた。
ゲッティンゲン大学を卒業後、ロンドンで父が起こしたJ・S・モルガン・アンド・カンパニーを受け継ぎ、19世紀末には世界最大の銀行家となった。その豊富な資金力を活かして多くの鉄道を経営・統合し、USスチールも設立した。19世紀末にアメリカ最大の財閥の1つとなった。海運・電力・通信事業にも進出した。

## 生誕から青年まで

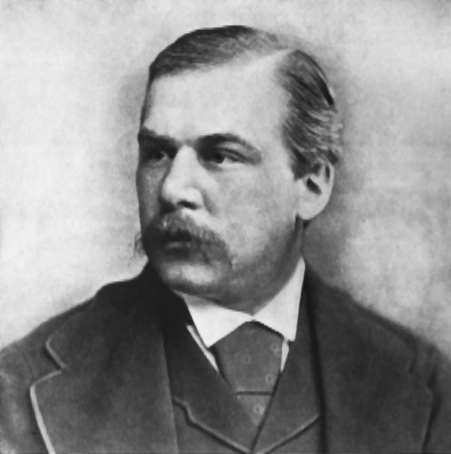
若き日のモルガン.

ジョン・ピアポント・モルガンはコネチカット州ハートフォードで生まれた。父はマサチューセッツ州ホールヨーク出身の銀行家ジューニアス・スペンサー・モルガン、母は教会の牧師の娘だったジュリエット・ピアポント。
ピアポントは、父・ジューニアスにより種々の教育を授けられ、1848年秋、ハートフォード・パブリック・スクールに転科した後、チェシャの英国国教会アカデミーに首席で進学。1851年9月には、キャリアとなるために有効な数学に秀でているイングリッシュ・ハイスクールへ入学した。
1852年9月、リウマチ熱に罹患し、歩けないほどになった。ジューニアスはすぐに船を手配し、モルガンをポルトガル北部のアゾレス諸島に転移療養させた。約1年後に回復し、投資信託のメッカであるボストンに戻って勉学を続けた。
ハイスクール卒業後、ジューニアスによりスイスのヴェヴェイ近くにある学校に進学した。流暢なフランス語を取得後、今度はドイツ語取得のためにゲッティンゲン大学に進学した。6ヶ月である程度のレベルに達し、芸術の歴史もかじったあとロンドンに戻り、学業を修了した。
1857年、モルガンは父の経営する銀行のロンドン支店に入社。翌年、ニューヨークに移り、ジョージ・ピーボディ・アンド・カンパニーのアメリカ代理店であるダンカン・シェアマン・アンド・カンパニーに勤務（ジョージ・ピーボディを参照）。1860年、J・P・モルガン・アンド・カンパニーを設立し、父の会社のニューヨーク代理店のエージェントの役割を果たした。
南北戦争時の翌年、モルガンは旧式のライフルを1挺3.50ドルで購入し、改良したのちに22ドルで北軍に売却してスキャンダルになった（ホール・カービン事件）。ハートフォード・パブリック・スクールの教師を人脈にもっていたモルガンは、教師の親戚サイモン・スチーブンスを代理人に立ててライフル購入資金を貸し付けていた。モルガン自身は他の富裕層同様、1000ドルを代理人に支払うことで兵役を免れていた。
1864年、ダブニー・モルガン・アンド・カンパニーをつくった。1871年、フィラデルフィアの銀行家であるアンソニー・J・ドレクセル（Anthony Joseph Drexel I）と提携し、ドレクセル・モルガン・アンド・カンパニーを設立した。ドレクセルが1893年に死去した後、1895年にJ・P・モルガン・アンド・カンパニー（現JPモルガン・チェース）となる。

## 鉄道トラストとモルガニゼーション
モルガンの権力志向はダイナミックな金融の競争において見られた。1869年、ジェイ・グールドとジム・フィスクからアルバニー・アンド・サスケハナ鉄道の経営を奪取。モルガンは株を引き受けるシンジケートを率いて、ジェイ・クックが独占していた政府の資金調達の役割を奪取。また、鉄道開発への投資に深く関わるようになる。
1885年、モルガンはニューヨーク・ウェスト・ショア・アンド・バッファロー鉄道を再建し、ニューヨーク・セントラル鉄道（NYC）に貸し付けた。1886年にはフィラデルフィア・アンド・レディング鉄道を、1888年にはチェサピーク・アンド・オハイオ鉄道（C&O）を再建した。そしてジェームズ・ジェローム・ヒルとともにグレート・ノーザン鉄道（GN）の経営に深く関わっていく。
1887年に州際通商法が成立した後、モルガンは1889年と1890年に鉄道会社の首脳を集めた会議を開き、各鉄道会社が新法に合わせた営業活動を行うことと、「公共的で、安価で、一定で、安定した運賃」を維持するための協定を結んだ。この会議は競合する鉄道会社同士のコミュニティとして機能し、20世紀初頭の鉄道の大再編への道筋となるものであった。
このような、モルガンの行った経営困難に陥っている鉄道を再建させる手法はモルガニゼーションと呼ばれた。モルガンは事業の骨格とマネジメントを再編し、利益が出せるようにした。モルガンの銀行家としての名声は投資家たちの興味を誘い、モルガンが手がける事業に目を向けさせた。
こうしたトラスト形成の過程で、1901年にはエドワード・ヘンリー・ハリマンとの間でシカゴ・バーリントン・アンド・クインシー鉄道（CB&Q）の争奪戦が起こり、ノーザン・パシフィック・コーナーと呼ばれる株式の異常高騰を誘発した。これは1901年恐慌へ発展した。

## 合衆国の「中央銀行」として
1895年、1893年恐慌の影響でアメリカ合衆国財務省が保有していた金の海外流出が続き、底を突きかけた。シャーマン銀購入法により、アメリカが事実上の金銀複本位制をとったために、ヨーロッパにおいてアメリカの有価証券に対する信用が落ち、ヨーロッパの資本家が金に換えてしまったのである。
当時の民主党のグロバー・クリーブランドアメリカ合衆国大統領は、モルガンにウォール街のシンジケート（債権を引き受ける銀行団）を組織し、財務省に6,500万ドルの金を調達するよう要請。その半分はヨーロッパから調達し、財務省の1億ドルの債権の信用回復に使用されることとされた。このエピソードが、ヨーロッパ資本の引き上げ傾向に歯止めをかけて財務省を救済したが、クリーブランドにダメージを与え、1896年の大統領選挙において同じ民主党のウィリアム・ジェニングス・ブライアンにより激しい非難を浴びた。モルガンとウォール街の銀行家たちは共和党のウィリアム・マッキンリーに多額の寄付を行い、マッキンリーは同年と、金本位制をうたった1900年の大統領選で勝利した。マッキンリーは反トラスト法を発動させない、経済界にとっては都合のいい大統領であった。
セオドア・ルーズベルト大統領は不当なトラストに対して、それまで使われることのなかったシャーマン反トラスト法を発動し、企業の集中化を牽制した。ルーズベルトの考えは、資本と生産の集中、すなわち企業合同は歴史の必然であり、合衆国に豊かな生活と高い生産性をもたらすものであることは認めるものの、巨大企業は公益の立場から政府の規制を受けなければならないというもので、すなわち、「良いトラスト」を援助しつつも「悪いトラスト」は壊すべきという考えに立ち、そうしないと過激化する「悪い労働組合」がはびこり、社会主義の勃興を許してしまうという考えから導き出されていた。ルーズベルトは大統領職8年の間に44のトラストを告発し、1902年にはモルガンの支配する鉄道トラスト、北方証券会社を起訴し、同社は解散を余儀なくされた。他方、モルガン系で資本金10億ドルの鉄鋼トラスト、USスチールが「1907年恐慌」の際、南部のテネシー石炭・鉄会社を買収することは容認し、モルガン側に妥協した。
モルガンは鉄鋼トラストを形成してから、1907年恐慌の処理では主導的役割を演じた。。1910年11月、モルガンが所有するジキル島クラブで連邦準備制度の設立に向けた秘密会議を主催した。そこにはジョン・ロックフェラー、ウィリアム・キッサム・ヴァンダービルト、そしてバンカーズ・トラスト（現ドイツ銀行）のベンジャミン・ストロングなどが出席した。
1912年12月、モルガンはプジョー委員会で証言した。委員会は、金融機関の首脳たちが密かに結託し、自らの公的信用を利用して複数の産業を支配下においていると考えていた。ファースト・ナショナル銀行とナショナル・シティ銀行の取締役として、J・P・モルガン・アンド・カンパニーは222.45億ドルの資金があった。のちに合衆国最高裁判所の裁判官となったルイス・ブランダイスはこの資産はミシシッピ川以西の22州の規模に匹敵するとした。プジョー委員会はインサイダー取引や取引所ぐるみの株価操作が日常化しているウォール街の改革案として、有価証券リテールの連邦政府監視や株式公募のインベスター・リレーションズを主張したが、第一次世界大戦が勃発して改革は立ち消えとなってしまった。

## 鉄鋼トラストの形成
モルガンはフェデラル・スチールの創立に融資したのち、 カーネギー・スチール（Carnegie Steel Company）及びその他数社の製鉄企業を合併して USスチールを設立。カーネギー・スチールの買収額は4億8700万ドルであった。
この買収劇がメディアに届いたのは1901年1月半ばであった。同年、モルガンはいくつかの鉄鋼会社を統合しUSスチールを設立した。USスチールは世界初の10億ドル企業となり、株式の時価総額は14億ドルとなった。
USスチールは輸送経費・生産経費の削減と配当の増大とを両立させ、生産性の拡大をめざした。これはまた、アメリカの製鉄が国際的な市場においてイギリスとドイツを打ち負かすための計画でもあった。USスチールは、初代社長のチャールズ・シュワブらにより、グローバリゼーションのために必要だと主張された 。USスチールはアメリカン・ブリッジやアメリカン・スチール・アンド・ワイヤーなどの企業を傘下に納め、鉄鋼生産だけでなく橋梁製作、造船、鉄道車両やレールの製造、ワイヤー、釘その他の生産においても他を圧倒しようとしており、シュワブは、1901年には鉄鋼生産の3分の2を占めたUSスチールのシェアはすぐに75%にまでなると信じていた。批評家たちはUSスチールをトラストだと考えていた。
しかしながら、1901年以降、シェアは落ち込んだ。シュワブ自身が、自らの予測を覆す役割を演じたのである。すなわち、USスチールは巨大に過ぎた。シュワブは1903年にUSスチールを辞し、ベスレヘム・スチール（現ミッタル・スチール）を設立。建設現場で使用されるH形鋼を開発するなどしてアメリカ国内のシェアでは第2位となったのである。

## J・P・モルガン・アンド・カンパニー
1900年までに、J・P・モルガン・アンド・カンパニーは世界でもっとも力のある金融会社となり、とりわけ再編・再建と統合を手がけることで知られた。そのころ、モルガンはジョージ・パーキンスをパートナーとした。
J・P・モルガン・アンド・カンパニーは、フィラデルフィアのドレクセル・アンド・カンパニーをはじめ、パリのモルガン・ハージェス・アンド・カンパニー、ロンドンのJ・S・モルガン・アンド・カンパニーと密接な関係を持ち続けた。
モルガン・ハージェス・アンド・カンパニーは、元々がドレクセルとジョン・ハージェスの事業であった。パナマ運河をめぐり、合衆国は利権を買うためにフランスへ5000万ドル支払った。この金を二人が工面した。しかしドレクセルが死んで、事業はモルガンの名を冠した。
J・S・モルガン・アンド・カンパニーへは、1904年にエドワード・グレンフェルが共同経営者として参加した。5年後、彼の地位を反映させるためモルガン・グレンフェル・アンド・カンパニーに改名した。このモルガン・グレンフェル銀行はドイツ銀行に買収されて、ドイチェ・モルガン・グレンフェル銀行となった。

### 海運トラストの形成
モルガンは東部・西部ともに鉄道網に深く関わっていたが、その頃、アメリカ西部の貨物は鉄道で東海岸に運ばれ、イギリスの海運会社などによりヨーロッパに運ばれていた。大西洋の航路は、モルガニゼーション以前の鉄道業界と同じく、運賃の値下げ競争が激しく、業界が疲弊していた。陸上輸送（鉄道）を支配していたモルガンは、海上輸送を他人の手に委ねておく手はないとし、海運業界の統合・支配を画策した。これにより、アメリカ西部の貨物をモルガンの息のかかった運送会社のみを経由してヨーロッパに届けることができるようになった。
1902年、J・P・モルガン・アンド・カンパニーは大西洋の海運の統合をめざし、モンテズン・ラインやイギリスの海運会社を買収、国際海運商事（International Mercantile Marine Co.、IMM）を設立した。IMMはホワイト・スター・ラインの親会社であり、タイタニックを建造・就航させたことで知られる。ハパックロイドと協力してキュナード・ラインと激しい競争を展開した。

### 電気・無線への投資
1878年12月31日、ドレクセル・アンド・カンパニーはトーマス・エジソンと契約した。モルガン肝いりのエジスト・ファブリと企業弁護士のグローヴナー・ラウリーも同日に受託者として署名した。契約によりドレクセル・アンド・カンパニーは5年間エジソンの特許を保護することになり、見返りに特許権のあらゆる処分を受託者へ指示できることになった。 この期間内であった1882年7月、Campagnie continentale Edison, Société électrique Edison, Société industrielle et commerciale Edison フランスのエジソン系列3社から、ほどなくAEGを設立するラーテナウがエジソンの特許を買った。
一方、ドレクセル・アンド・カンパニーはエジソンの電気照明会社EEIC へ巨額を投じた。EEIC は1882年当初電気料金を徴収せず、翌年の四半期2回続けて12000ドル以上の損失を出して、通年でも赤字を計上した。EEIC は資金難に直面、発行株式が投資家に敬遠されたのを受けて、保証シンジケート団をつくった。そして引受参加者にEEIC 株式の相当割合を無償で発行することにした。 ドレクセル・アンド・カンパニーはシ団の中心となったのである。
1892年、モルガンはエジソン・ゼネラル・エレクトリックとトムソン・ヒューストン・エレクトリックを合併、ゼネラル・エレクトリックを誕生させた。こうしてモルガンの自邸は個人の家として初めて電灯が灯った。
1900年ニコラ・テスラのすすめで、グリエルモ・マルコーニの無線通信実験にウォーデンクリフ・タワーの建設費を含めた15万ドルを融資した。条件は特許利益の半分。実験は大西洋をまたにかけて行われた。マルコーニの無線はやがて世界を席巻する。テスラは契約してすぐに欲を出した。事業を無線送電に拡大したいというのである。しかしモルガンは契約違反と解釈した。融資が途絶えて1906年にタワー廃業となった。 また、この頃にモルガンはAT&T と人的・資本的関係を深めた。

### ロンドン
- 1838年 - ピーボディ・アンド・カンパニー
- 1843年 - ジョージ・ピーボディ
- 1851年 - ジョージ・ピーボディ・アンド・カンパニー
- 1864年 - ジュニーアス・モルガンがピーボディのパートナーとなる
- 1864年 - J・S・モルガン・アンド・カンパニー
- 1910年 - モルガン・グレンフェル・アンド・カンパニー
- 1934年 - J・P・モルガン・アンド・カンパニー保有の株式が3分の1となる。のち1981年から翌年にかけてすべて売却
- 1989年 - ドイツ銀行がモルガン・グレンフェルを買収

### ニューヨーク
- 1861年 - J・P・モルガン・アンド・カンパニー
- 1864年 - ダブニー・モルガン・アンド・カンパニー
- 1871年 - ドレクセル・モルガン・アンド・カンパニー
- 1895年 - J・P・モルガン・アンド・カンパニー
- 1935年 - グラス・スティーガル法を受け、J・P・モルガン・アンド・カンパニーは商業銀行になる。投資信託業務はモルガン・スタンレー・アンド・カンパニーに。（銀証分離）
- 1940年 - J・P・モルガン・アンド・カンパニーが会社組織となる
- 1959年 - ギャランティ・トラストと合併、モルガン・ギャランティ・トラストとなる
- 1969年 - 持株会社制に移行。グラス・スティーガル法により分離されていた業務に再度進出[19]

## 私生活
モルガンは葉巻、とりわけハバナが好きで、日に1ダースほども喫煙した。

### 邸宅
モルガンの自宅はマディソン通りにあり、ニューヨークで初の電灯を備えた個人住宅であった。彼の新たなテクノロジーへの興味は、1878年にトーマス・エジソンのエジソン電灯会社への融資からも見て取れる。また、ニューヨーク州グレン・コーブのイースタン・アイランドを所有し、そこに別荘を持っていた。
また、世界で初めて生ハムを盛り付けた人物としても有名である。

### 船

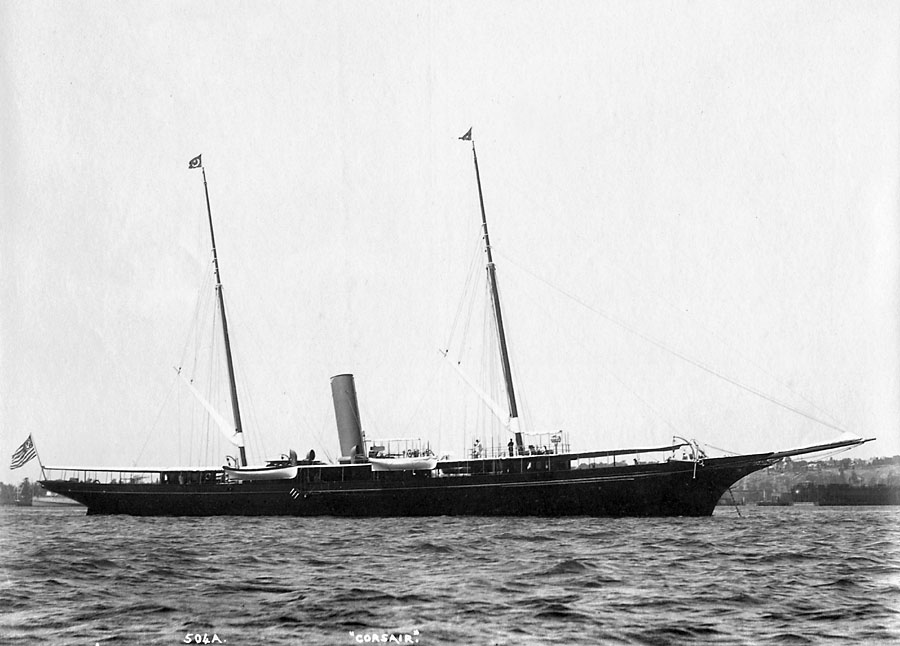
ヨット、コーセア（Corsair、海賊の意）号（2代目）。のちにアメリカ政府が購入し、「USSグロスター」（USS Gloucester、USS Gloucester (1891)）と改名され、米西戦争に充当された。J. S. Johnston撮影。

モルガンは熱狂的なヨットファンとして、いろいろなサイズのヨットを所有していた。この場合のヨットは、大型で豪華なレジャーのための船である。「維持費を気にするような人間には、ヨットは買えない」という言はよく知られている。
このヨットは、経済界の機密会議に使われることもあれば、私的な女性関係に使われることもあった。娼婦を大量に雇って、有力者を招いた乱交パーティを開いていたことを、当時のメディアによってすっぱ抜かれている。
また、モルガンはタイタニックの実質的なオーナーであったため、初航海に乗船する予定であった。しかし、その直前になってキャンセル。タイタニックはホワイト・スター・ラインが保有し、運航したものであるが、モルガン専用の特別室とプロムナードデッキがあった。

### 死
1913年3月31日、モルガンは旅行先のローマ グランドホテルで就寝中に死去した。76歳の誕生日の直前であった。50歳代から医者に不摂生をたしなめられ、生命保険の加入を求められないほどであったが、晩年でもなお葉巻を吸い、大食漢であった。モルガンに連なる人々は、プジョー委員会からの攻めによる精神的疲労が死因であると主張したが、現実の健康面はそのような状態であった。
モルガンの死にあたり4000を超す弔辞が寄せられ、ウォール街は半旗を掲揚した。モルガンの遺体がウォール街を通過する間、株式市場は2時間閉鎖された。遺体は、彼の生誕の地であるコネチカット州ハートフォードのセダー・ヒル墓地（Cedar Hill Cemetery (Hartford, Connecticut)）に埋葬された。

## モルガンと芸術作品
モルガンは書物、絵画、時計などの芸術作品の著名なコレクターであった。その多くはニューヨークのメトロポリタン美術館に寄託、あるいは贈呈されている。モルガンはそのメトロポリタン美術館の設立に深く関わり、館長を務めた時期もあった。また、彼のロンドンの邸宅や、マディソン大通り36番街にある彼のプライベート文庫に保管されているものもある。
モルガンの息子、ジャックは父を記念して 1924年にモルガン・ライブラリーを公共化。モルガンの私的な司書であったベラ・ダ・コスタ・グリーン（Belle da Costa Greene）を初代の館長とした。
モルガンは多くの画家により肖像画を描かれていた。特筆すべきはペルー人のカルロス・バッカ・フロー（Carlos Baca-Flor）やスイス生まれのアメリカ人、アドルフォ・ミュラー・ウリ（Adolfo Müller-Ury）らも描いていることで、アドルフォはまたモルガンが愛した孫、マーベル・サターリーとの肖像画も描いている。この絵はマーベルの家の前でイーゼルに架けられたまま置いてあったが、あるとき失われてしまった。

### 後援者として
モルガンはアメリカ自然史博物館の後援者でもあるほか、上述のメトロポリタン美術館、グロトン・スクール（Groton School）、ハーバード大学（とくにハーバード・メディカルスクール）、トリニティ・カレッジ、ニューヨークの産科医院、ニューヨークの職業訓練学校などの後援者でもあった。
モルガンはまた、写真家のエドワード・カーティス（Edward S. Curtis）のパトロンでもあった。1906年には7万5,000ドルでネイティブ・アメリカンシリーズを発注している。カーティスは結局20巻におよぶ大作、北アメリカインディアンを刊行した。
カーティスは映画も撮影し、1914年にはイン・ザ・ランド・オブ・ザ・ヘッド・ハンターズ（首狩り族の大地）を完成させた。これは1974年に修復され、イン・ザ・ランド・オブ・ザ・ウォー・カヌー（戦闘カヌーの大地）として公開された。また、1911年には自らの写真とヘンリー・F.ギルバートの音楽を組み合わせた幻灯機によるスライドショー、インディアン・ピクチャー・オペラ（The Indian Picture Opera）を完成させた。